# Société des antiquaires de la Morinie
La Société académique des antiquaires de la Morinie simplement parfois Antiquaires de la Morinie est une société savante ou société d'émulation de Saint-Omer, qui fut fondée en 1831. La Morinie étant le territoire des Morins, peuple gaulois de la régions. 
La notion d'antiquaire désigne ici le nom qu'on donnait aux archéologues jusqu'au XIXe siècle.

## Histoire, fonctionnement
Cette association a été fondée le 5 décembre 1831 et autorisé le 19 janvier 1832 ce qui fait d'elle l'une des toutes premières sociétés savantes de France et la plus ancienne association de la ville de Saint-Omer. Elle est reconnue d’utilité publique le 21 avril 1833.
Son siège est situé à Saint-Omer dans le Pas-de-Calais. 

## Objectifs de la société
Elle a pour buts la conservation des anciens monuments de la Morinie (territoire des anciens Morins) — ou flandre gallicante — ainsi que l’étude des documents historiques et archéologiques de cette région, la publication et la diffusion des travaux de recherches en découlant.

## Actions de la société
La société gère une bibliothèque et publie des études en rapport avec son objet (45 tomes de Mémoires et 483 bulletins en 2024). Elle publie chaque année un bulletin de 160 pages environ.

## Membres

### Présidents
Liste des présidents de la société depuis sa création :
- Louis Ferey (1832)
- Alexandre du Tertre (1845)
- Alexandre Hermand (1852)
- François Quenson (1854)
- Albert Legrand (1860)
- Jules Butor (1880)
- Oscar Bled (1888)
- Charles Revillion (1899)
- Jérôme Decroos (1903)
- Émile Pagart d'Hermansart (1908)
- Louis Neuville (1914)
- Charles de Pas (1928)
- Alexandre Lehembre (1935)
- Henri Parent (1938)
- Henri Lenne (1943)
- Raymond Senellart (1959)
- Philippe Lecointe (1960)
- Jean-Marie Persyn (1961)
- Philippe Lenne (1966)
- Joseph Evrard (1968)
- Philippe de Guillebon (1971)
- Louis Bigourd (1974)
- Robert Dufour (1979)
- Bernard Level (1994)
- Henri Lorge (2000)
- Charles Debacker (2007)
- Rose-Marie Pasquier-Bierman (2012)
- Mathieu Fontaine (2017)
- Philippe Derieux (2022)

### Membres fondateurs
D'après le premier tome des Mémoires (1834), les membres fondateurs de la société étaient au nombre de quatorze :
- M. Louis Ferey, maréchal-de-camp d'artillerie en retraite, président.
- Louis de Givenchy, propriétaire, membre des sociétés des antiquaires de Normandie, de Douai, Abbeville, Cherbourg, Blois, etc., secrétaire perpétuel.
- M. Mallet (père), commissaire-priseur à Saint-Omer, trésorier.
- Hector Piers, bibliothécaire de Saint-Omer, membre des sociétés des antiquaires de Normandie, de Douai, etc., secrétaire-archiviste.
- M. Cadart, principal du collège de Saint-Omer.
- Edouard Deneuville, négociant.
- M. Desmarquoy, ancien médecin en chef des armées, membre de l'académie royale de médecine de Paris et de plusieurs autres sociétés savantes.
- Alexandre Hermand, propriétaire, membre de la société académique de Douai et de plusieurs autres.
- Albert Legrand, trésorier de la ville.
- M. Pley-Legrand, propriétaire, président de l'administration des hospices et de la société d'agriculture.
- Achille Tournier, avocat.
- Jean Derheims, pharmacien, membre de plusieurs sociétés savantes.
- M. Vanhende, professeur de langues.
- M. Vaneechoudt, capitaine du génie.

### Autres membres notables
- Louis-Eugène de la Gorgue-Rosny
- François-Alexandre Fosse
- Philippe Van der Haeghen
- Adolphe de Cardevacque
- Auguste de Loisne
- François Quenson

## Pour approfondir